# Chrestinae
Chrestinae H. Rob., 1999 è una sottotribù di piante angiosperme dicotiledoni appartenenti alla famiglia delle Asteraceae.

## Etimologia
Il nome scientifico di questo gruppo deriva dal suo genere tipo Chresta Vell. ex DC., 1836 ed è stato definito per la prima volta dal botanico americano Harold Ernest Robinson (1932-2020) nella pubblicazione "Smithsonian Contributions to Botany. Washington, DC  -  89: 11 (1999)" del 1999.

## Descrizione

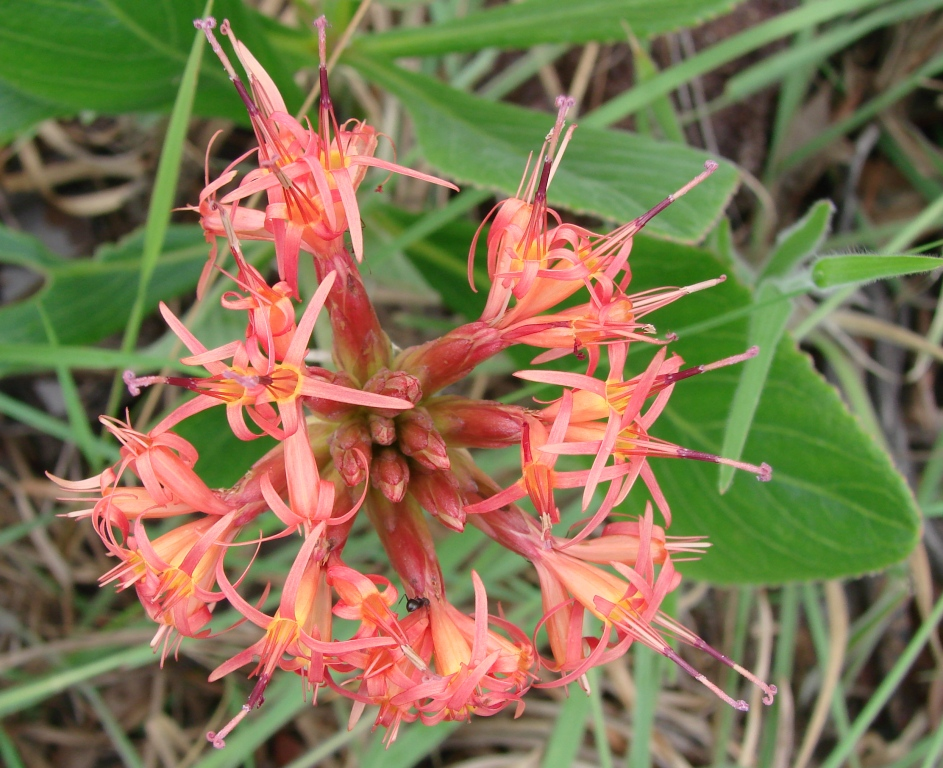
Infiorescenza
Chresta sphaerocephala

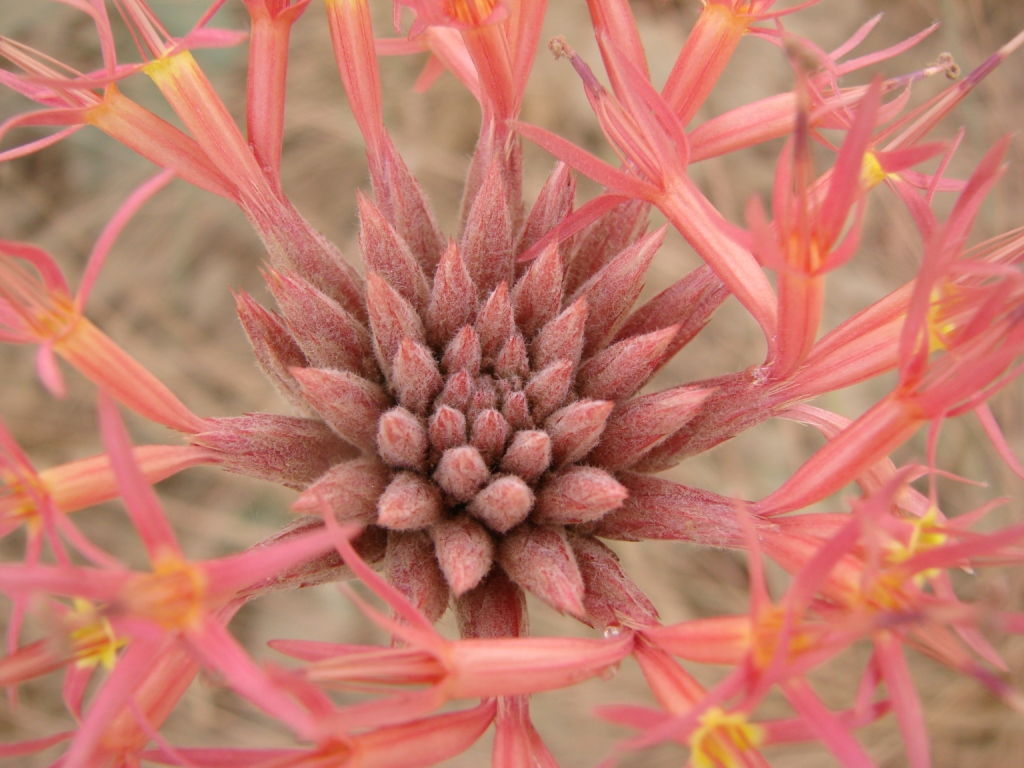
I fiori
Chresta curumbensis

Le piante di questa sottotribù sono perenni sia erbacee che suffruticose con forme sia rosulate che scapose; in alcuni casi la parte basale del fusto forma uno xylopodio, ossia una colonna di legno corta ma robusta e nodosa (Soaresia). In genere sono ricoperte da peli simmetrici a forma di "T" e gli organi interni contengono lattoni sesquiterpenici.
Le foglie formano una rosetta basale; mentre lungo il caule sono disposte in modo alterno oppure più raramente embricato (Soaresia). La forma della lamina è pennatopartita (anche profondamente). In alcune specie le venature sono quasi longitudinali con superfici argenteo-vellutate (Soaresia) altrimenti sono pennate.
Le infiorescenze sono formate da capolini (sessili oppure anche lungamente peduncolati) composti in formazioni glomerulose, in qualche caso sono spicate con maturazione orientata verso l'apice (gli organi più giovani sono verso l'alto, e quelli vecchi in basso). I capolini sono composti da un involucro formato da diverse brattee che fanno da protezione al ricettacolo sul quale s'inseriscono i fiori tubulosi. L'involucro è formato da alcune serie di brattee persistenti e ineguali (10 - 20 brattee in 5 - 6 serie in Chresta; circa 12 brattee in 3 serie in Soaresia). Il ricettacolo è nudo (senza pagliette).
I fiori, pochi per ogni capolino (2 - 12 in Chresta; 4 in Soaresia), sono tetra-ciclici (ossia sono presenti 4 verticilli: calice – corolla – androceo – gineceo) e pentameri (ogni verticillo ha in genere 5 elementi). I fiori sono inoltre ermafroditi e actinomorfi; sono inoltre tubulosi con corolle a 5 lobi.
- Formula fiorale:

*/x K {\displaystyle \infty }, [C (5), A (5)], G 2 (infero), achenio
- Calice: i sepali del calice sono ridotti ad una coroncina di squame.
- Corolla: le corolle sono lungamente tubulose e in alcuni casi sono sericee; il colore in prevalenza è lavanda.
- Androceo: gli stami sono 5 con filamenti liberi e distinti, mentre le antere sono saldate in un manicotto (o tubo) circondante lo stilo.[12] Le teche delle antere sono arrotondate, mentre le antere sono caudate con appendici a pareti sottili e glabre (in alcuni pochi casi sono ricoperte da ghiandole). Il polline è tricolporato (con tre aperture sia di tipo a fessura che tipo isodiametrica o poro) ed echinato (con punte).[13]
- Gineceo: lo stilo è filiforme con base priva di nodi. Gli stigmi dello stilo sono due.  L'ovario è infero uniloculare formato da 2 carpelli. Gli stigmi hanno la superficie stigmatica interna (vicino alla base).[14]

I frutti sono degli acheni a forma cilindrico-prismatica (con 5 angoli) a 5 - 10 coste; i rafidi sono corti o allungati; la superficie può essere glabra o setolosa. Non è presente la fitomelanina. Il pappo è formato da brevi setole (Soaresia) o in altri casi da peli capillari e squamelle e può essere caduco.

## Biologia
- Impollinazione: l'impollinazione avviene tramite insetti (impollinazione entomogama tramite farfalle diurne e notturne).
- Riproduzione: la fecondazione avviene fondamentalmente tramite l'impollinazione dei fiori (vedi sopra).
- Dispersione: i semi (gli acheni) cadendo a terra sono successivamente dispersi soprattutto da insetti tipo formiche (disseminazione mirmecoria). In questo tipo di piante avviene anche un altro tipo di dispersione: zoocoria. Infatti gli uncini delle brattee dell'involucro si agganciano ai peli degli animali di passaggio disperdendo così anche su lunghe distanze i semi della pianta.

## Distribuzione e habitat
La distribuzione di questa sottotribù è limitata principalmente al Brasile orientale con un habitat tipicamente tropicale.

## Tassonomia
La famiglia di appartenenza di questa voce (Asteraceae o Compositae, nomen conservandum) probabilmente originaria del Sud America, è la più numerosa del mondo vegetale, comprende oltre 23 000 specie distribuite su 1 535 generi, oppure 22 750 specie e 1 530 generi secondo altre fonti (una delle checklist più aggiornata elenca fino a 1 679 generi). La famiglia attualmente (2021) è divisa in 16 sottofamiglie.

### Filogenesi
Le specie di questo gruppo appartengono alla sottotribù Chrestinae descritta all'interno della tribù Vernonieae Cass. della sottofamiglia Vernonioideae Lindl.. Questa classificazione è stata ottenuta ultimamente con le analisi del DNA delle varie specie del gruppo. Da un punto di vista filogenetico in base alle ultime analisi sul DNA la tribù Vernonieae è risultata divisa in due grandi cladi: Muovo Mondo e Vecchio Mondo; a sua volta entrambi divisi in due subcladi. Il genere di questa voce appartiene al subclade relativo all'America tropicale (l'altro subclade americano comprende anche specie del Nord America e del Messico).
Recentissime analisi (2019) con nuovi metodi filogenomici hanno perfezionato ulteriormente la posizione della sottotribù che risulta essere una delle ultime a dividersi dalla tribù. In particolare con il gruppo Dipterocypselinae-Vernoniinae forma un "gruppo fratello".
I caratteri distintivi della sottotribù sono i seguenti:
- le infiorescenze si presentano in modo strettamente spicato con un tipo di maturazione fortemente acropetala;
- il polline normalmente non è "lophato" (con rilevi e avvallamenti);
- i rafidi spesso sono allungati.

Questa sottotribù di recente formazione tassonomica (le cui specie erano tradizionalmente inserite nella sottotribù delle Lychnophorinae a causa della struttura congestionata dei capolini – ora separate in seguito a studi chimici su alcune sostanze presenti in queste piante) comprende attualmente 2 generi. Inizialmente la sottotribù descriveva tre generi: Chresta,  Soaresia e Pithecoseris Mart. ex DC., 1836.  Ma un esame più accurato dei caratteri della specie Pithecoseris pacourinoides Mart. ex DC. (l'unica specie del genere  Pithecoseris) ha evidenziato che è morfologicamente strettamente correlata alle altre specie di Chresta. In assenza di un'ipotesi filogenetica si è ritenuto di descrivere P. pacourinoides all'interno di Chresta con il nome di Chresta pacourinoides (Mart. ex DC.) Siniscalchi & Loeuille. Tuttavia la sottotribù non è ancora monofiletica in quanto una sua specie Soaresia velutina Sch.Bip., 1864 risulta collegata alle specie della sottotribù Elephantopinae.

### Composizione della sottotribù
La sottotribù comprende 2 generi e 19 specie:
| Genere                     | N. specie                         | Distribuzione       | Caratteri principali |
| -------------------------- | --------------------------------- | ------------------- | --- |
| Chresta Vell. ex DC., 1836 | 18                                | Bolivia e Brasile   | Chresta pacourinoides: le foglie sono profondamente lobate; le infiorescenze sono spicate; i peduncoli sono gonfi e fistolosi. - Resto del genere Chresta: le infiorescenze sono formate da capolini raccolti in formazioni glomerulose o subcorimbose (in qualche caso sono spicate); le foglie hanno delle venature pennate o longitudinali. |
| Soaresia Sch. Bip., 1863   | Una specie: S. velutina Sch. Bip. | Brasile (orientale) | Le infiorescenze sono formate da capolini sorretti da alcune larghe foglie embricate. - Le foglie sono ampie con la superficie percorsa da poche sublongitudinali vene. |

### Chiave per i generi
I due generi di questa sottotribù si individuano con la seguente chiave analitica:
- 1A: la lamina delle foglie è profondamente lobata; le infiorescenze sono a forma di spiga; i peduncoli sono gonfi e fistolosi (cavi);

Chresta pacourinoides (sinonimo = Pithecoseris pacourinoides).
- 1B: la lamina delle foglie è intera o poco dentata; le infiorescenze non sono a forma di spiga; i peduncoli non sono gonfi e fistolosi;

- 2A: le infiorescenze sono a forma di grappolo alle ascelle delle foglie (o brattee) superiori; la superficie delle foglie è percorsa da ampie venature sublongitudinali;

Soaresia.
- 2B: le infiorescenze sono composte in glomeruli o ombrelle o piccole spighe (non sono poste alle ascelle di brattee e foglie); le venature delle foglie sono pennate (le vene longitudinali sono poche e strette);

Chresta.